# Joachim Ehrenfried Pfeiffer
Joachim Ehrenfried Pfeiffer (* 6. September 1709 in Güstrow; † 18. Oktober 1787 in Erlangen) war ein deutscher evangelischer Theologe. Er lehrte an der Universität Erlangen.

## Leben
Joachim Ehrenfried Pfeiffer war der Sohn des Güstrower Predigers Johann Ehrenfried Pfeiffer (Sohn des Theologen August Pfeiffer) und dessen Frau Anna Agneta Barnstorff, der Tochter des Rostocker Medizinprofessors Bernhard Barnstorff. Weil der Vater schon drei Jahre nach Pfeiffers Geburt verstarb, erzog ihn seine Mutter. Nach erstem Unterricht ließ sie ihn von Privatlehrern unterrichten, worauf er ein Gymnasium zu Güstrow und dann in Stralsund besuchte.
1728 begann Pfeiffer ein Theologiestudium an der Universität Rostock. Dort erhielt er 1730 die Magisterwürde der Philosophie und begann, Vorlesungen zur hebräischen Sprache zu halten. Diese unterbrach er, um sein Studium an der Universität Jena fortzusetzen. Dort studierte er die Leibnitz-Wolfische Philosophie, die damals kaum Beachtung fand. Daneben las er privat einigen Studenten vor. Im Oktober 1737 verteidigte er sein Werk de malo morali ob divinam ad bonos fines directionem ad actiones Dei haud referendo, nec per locum Exod. 4, 21 relato und habilitierte sich damit und durfte öffentliche Vorlesungen halten.
Pfeiffers Vorlesungen erhielten Beifall, in seinen Disputationen erwies er sich als kenntnisreich und bescheiden, sodass die Fakultät für Philosophie ihn als Adjunkt einsetzte.
Durch seinen früheren Jenaer Lehrer Reusch empfohlen, erhielt Pfeiffer 1743 die Berufung zur außerordentlichen Theologieprofessur an der Universität Erlangen. 1743 verteidigte er vor seiner Abreise in Jena ein Werk und erhielt am 17. Oktober die Doktorwürde der Theologie. In Erlangen war er erster Dekan der Fakultät für Theologie. 1744 wurde er Prorektor der Universität Erlangen.
1744 wurde er Nachfolger des verstorbenen Predigers Altmann in der Erlanger Altstadt, wofür ihm mehrere Leute zureden mussten. Seit dem Folgejahr bekleidete er das Scholarchenamt der Bayreuther und Erlanger Gymnasien. 1748 wurde er außerdem Superintendent zu Erlangen und erster Theologieprofessor. 1759 nahm ihn die deutsche Gesellschaft zu Erlangen als Ehrenmitglied auf. Dies war für ihn Anlass, im folgenden Jahr den Ruf als Professor an die Universität Bützow abzuweisen. Weitere Prorektorate hatte er 1748, 1757/1758, 1761, 1765/1766, 1769 und 1780 inne. Drei Berufungen als Theologieprofessor an die Universität Jena 1748, 1750 und 1758 lehnte er ab. Dabei verlangte er vom Fürsten keine Entschädigung, obgleich dies damals üblich war.
Im höheren Alter bereiteten die akademischen Tätigkeiten Pfeiffer zunehmend Schwierigkeiten. Außerdem entstanden innerhalb der Erlanger Hochschullehrer Zwiespalte, sodass die Professur für ihn an Glanz verlor. Er äußerte den Wunsch, die Superintendentur einer anderen Stadt innerhalb des Bayreuther Fürstentums anzunehmen, was aber nicht eintraf. Markgraf Alexander ließ zunächst Pfeiffers Gehalt erhöhen, stellte ihm an der Universitäten Gehilfen zur Verfügung und ernannte ihn 1786 zum geheimen Kirchenrat, ohne, dass dieser dafür den Wunsch geäußert hatte.
1787 verstarb Pfeiffer im Alter von 78 Jahren an Serothorax. Der Ehe mit Sabina Dorothea Billing, Trautskirchener Pfarrerstochter, entstammte August Friedrich Pfeiffer, der wie sein Vater Theologie in Erlangen lehrte.

## Wirken
Pfeiffer besaß gründliche Kenntnisse der Dogmatik, Patristik und Polemik; der griechischen, der hebräischen, der chaldäischen, der syrischen sowie der rabbinischen Sprache. Er galt als herablassend, anspruchslos, bescheiden, sanftmütig und uneigennützig, wofür er unter seinen Studenten Beliebtheit genoss. Anfangs nahmen Studenten teils weite Wege auf sich, um Pfeiffers Vorlesungen zu besuchen; später ließ dies nach, zuletzt wurden seine Vorlesungen, wie es heißt, gar nicht mehr besucht.
Pfeiffer ist dem Antirationalismus zuzuordnen. Er verfasste neben Journalbeiträgen insbesondere Dissertationen und Programme.
Carl Gustav Adolf Siegfried beschrieb Pfeiffers Werken kaum Tiefe und Gründlichkeit. Diese seien zahlreich und über Exegese und Dogmatik. Er erklärt sich den Umstand damit, dass Pfeiffer mit amtlichen Aufgaben und kirchlichen Interessen beschäftigt war und die Schriften nur nebenbei verfasste.

## Werke
- Diss. de malo morali ob divinam ad bonos fines directionem ad actiones Dei haud referendo nec per locum Exod. 4, 21 relato (Jena 1737)
- Diss. de obligatione hominis ad imitationem Dei, rationis et Scripturae consensu firmata Ephes. 5, 1. (Jena 1738)
- Diss. divino ductos spiritu Dei esse filios ex Rom. 8, 14 assereas (Jena 1739)
- Diss. de lege interpretandi prima et fundamentali (Jena 1740)
- Diss. de poenitentia philosophica (Jena 1742)
- Diss. de limitibus rationis circa cognitionem Det 2 Cor. 10, 5 definitis et ad illustrationes ejus applicatis (Jena 1743)
- Elementa Hermeneuticae universalis veterum atque recentionam et proprias quasdam conceptiones complexa (Jena 1743)
- Diss. de calore sub nube torrente, Esaiae LXV, 5 in versione Hieronymi vulgataque obvia ad textum Hebraeum reique ipsios naturam expenso (Jena 1743)
- Diss. Trinitatem personarum in unitate Dei ex oraculis V. T. eving (Jena 1743)
- Oratio de limitibus rationis in interpretanda Scriptura Sacra (Erlangen 1743)
- Progr. ad theol. doctor. promotionem excusum stilo paridari (Erlangen 1743)
- Progr. Messias […] ad Jerem. 23, 5, 6 (Erlangen 1743)
- Progr. Messias satisfactor hominum, ex Jes. 53, 4. 5. 6 (Erlangen 1744)
- Progr. Processio Spiritus S. a filio Dei ex Jes. 45, 3 (Erlangen 1745)
- Progr. Sanctificans et qui sanctificatur […] ex Ebr. 2, 11 (Erlangen 1746)
- Progr. Argumenti, quod contra verum, proprium ac realem Christi ad inferos descensum ex resurrectione eidem postposita cum primiis urgetur, examen repetitum (Erlangen 1748)
- Progr. Vindiciae argumenti, quod ex resurrectione Christi pro adstruenda ejus divinitate derivatur (Erlangen 1749)
- Progr. Discrimen, quod inter confirmationem in Christum unctionem, obsignationem et donationem Spiritus arrhabonis intercedit ex 2 Cor. 2, 1, 21. 22 (Erlangen 1750)
- Progr. Messias non Spiritus S. sed Dei Patris filius ex Ps. 2, 7 (Erlangen 1751)
- Progr. Doctrina Scripturae de conciliatione cum Deo per Jesum Christum ex 2 Cor. 5, 21 (Erlangen 1752)
- Progr. Testimonium Spiritus S. filiorum Dei gloriam fidelibus confirmans ex Rom. 8, 16 (Erlangen 1753)
- Progr. Lux orta populo in tenebris sedenti ex Jes. 8, 23. 9, 1 (Erlangen 1754)
- Progr. Cognitio justi servi Dei justifica ex Jes. 53, 11 (Erlangen 1755)
- Progr. Unctio Christi prouti Spiritus S. est facta (Erlangen 1756)
- Progr. Exinanitio Christi usquequaque salutem nostram promerens (Erlangen 1753)
- Progr. Necessitas mortis Christi virtutem expiatoriam et meritoriam reliquo exinanitionis statui non abrogans (Erlangen 1759)
- Der Trost eines sterbenden Gottesgelehrten, bei der Beerdigung des sel. D. Joh. Mart. Chladenii über Ps. 86, 6 (Erlangen 1759)
- Progr. Demonstratio apostolica quod major Mose Christus, non modo par ei sit Ebr. 3, 3. 4 evoluta (Erlangen 1759)
- Progr. Spes resurrectionis et vitae ex redemtoris vita et resurrectione Jobum solata ad summam cap. XIX, 25. 26. 27 (Erlangen 1760/1761)
- Progr. ad orationem memoriae b. D. Germ. Aug. Ellrodii consecratam (Erlangen 1760)
- Oratio in memoriam Ellrodii, de sapientia Theologi architectonica circa domum Dei aedificandam (Erlangen 1760)
- Progr. Lucta Jacobi cum viro domini futurae manifestationis Dei in carne index ex Genes. 32, 29 (Erlangen 1760)
- Diss. de vi et efficacia Scripturae sacrae (Erlangen 1761)
- Progr. Immanuel non geminus, sed unicus Jesus Christus ex Jes. 7, 14 et Matth. 1, 22. 23 (Erlangen 1761)
- Progr. Honor divitis Christo cum impiis sepeliendo in morta sua obtingens ad Esa. 53, 9 (Erlangen 1762)
- Progr. de fidelium gemino paracleto divino (Erlangen 1762)
- Progr. Augustanae Confessionis adversus necessitatem traditionum ex Matth. 15, 9 pugnantis oppositas confutatoribus pontificiis vindicias continens (Erlangen 1762)
- Progr. Testimonium spiritus de spiritu datum Christo per aquam et sanguinem venienti ad 1 Joh, 5, 6 illustratum (Erlangen 1763)
- Disp. qua Christus verus Deus ex 1 Joh. 5, 20 contra Bensonium demonstratur (Erlangen 1764)
- progr. S. Ingatium communioni privatae adversus ex Epist. ad Philadelphenos sistens (Erlangen 1764)
- Progr. Differentia spiritus in terra cum aqua et sanguine testantis a spiritu teste coelesti ad 1 Joh. 5, 8 (Erlangen 1764)
- Diss. de non concedenda communione privata (Erlangen 1764)
- Progr. Processio Spiritus S. a Patre Filioque ad irrisione nupera Theologi Helmstadiensis (W. A. Teller) vindicata (Erlangen 1765)
- Progr. Nova methodus deitatem Spiritus S. adsque rationibus probantibus cognoscendi sub examen vocata (Erlangen 1766)
- Disp. Spiritus S. deitas ex argumentis suis expugnatis adversus censuram Theologi Helmstadiensis vindicata (Erlangen 1766)
- Progr. I–IV. Trias testium in coelo, qui unum sunt, ut 1 Joh. 5, 7 legitur contra D. Bensonium vindicata (Erlangen 1767–1772)
- Progr. quod contra repetitas exceptiones Christum magnum Deum in Epist. ad Tit. 2, 13 exhiberi comprobat (Erlangen 1768)
- Progr. quo Christi exinaniti et exaltali gloria Psalmo octavo celebrata sistitur (Erlangen 1769)
- Progr. hominem orbis futuri Dominum non nisi Jesum Christum ex Ebr. 2, 5 sistens (Erlangen 1770)
- Institutiones Hermeneuticae sacrae veterum atque recentiorum et proprias quasdam praeceptiones complexae (Erlangen 1771)
- Progr. Cultum Dei publicum in orbe primaevo haud neglectum sistens (Erlangen 1771)
- Progr. […] Patris, Filii et Spiritus S. ex institutione baptismi Matth. 29, 19 declarata (Erlangen 1772)
- Progr. de Jesu Christo ob oculos pridem depicto Galatis cum crucifixo ex dat aad eos Epistola cap. III, 1 (Erlangen 1773)
- Progr. Aeterna filii Dei majestas fons glorias, satisfactionem praestitam insecutae ex Ebr. 1, 3 (Erlangen 1773)
- Progr. Quies Dei sabbatica, duce Jesu Christo Josuae antitypo per fidem obtinenda ex Ebr. 4, 1 evoluta (Erlangen 1774)
- Progr. Unctio Christi per Spiritum S. Trinitatis certa significatio ex Jes. 61, 1. 2 (Erlangen 1775)
- Progr. Spiritus S. cum Patre et Filio mundi creator, ex Ps. 38, 6 (Erlangen 1776)
- Progr. Argumentum apostolicum Ebr. 1, 8. 9 pro majestate Christi divina ex Ps. 45, 7. 8 asserenda (Erlangen 1777)
- Progr. Nativitatis Jesu Christi regem non mundanum sed spiritualem exhibens (Erlangen 1778)
- Progr. Fides Matthaei in producendis resurrectionis Christi testibus custodibus sepulcri contra nuperam impugnationem vindicata (Erlangen 1779)
- Progr. Nati ex semine Davidis Filii Dei gloria adversus contradictiones resurrectioni ejus obmotas vindicata (Erlangen 1780)
- Progr. Historia resurrectionis Christi a contradictionibus objectis plane libera (Erlangen 1781)
- Progr. Scopus venientis in munum Jesu Christi discessui ejus ex hoc mundo per omnia consentaneus, adversus impugnationem nuperam (Erlangen 1781)
- Progr. Resurrectionis dominicae veritas novo plano non indigens sciolorum examine (Erlangen 1782)
- Progr. Spiritus in Christum baptizatum sub specie columbae descendens non donum aliquod accidentale, sed persona divina ex Joh. 1, 32–34 (Erlangen 1783)
- Progr. quo Semiarianorum de Spiritu S. sententiam secundum Philastrium expendit (Erlangen 1784)
- Progr. de cultu religioso Spiritui S. aeque ac Patri et Filio ab Angelis praestito et a nobis praestando, ex Jes. 6, 3 (Erlangen 1786)